# Перепілка (рід)
Перепі́лка (Coturnix) — рід куроподібних птахів родини фазанових (Phasianidae). Представники роду — зазвичай невеликі бурі птахи, хоча деякі мають у забарвленні яскраві блакитні та червоні кольори та темні смуги навколо голови та на потилиці. На цих птахів часто полюють заради їх м'яса та пір'я.

## Види
- Перепілка чорновола (Coturnix coromandelica)
- Перепілка-арлекін (Coturnix delegorguei)
- Перепілка звичайна (Coturnix coturnix)
- Перепілка японська (Coturnix japonica)
- †Перепілка новозеландська (Coturnix novaezelandiae)
- Перепілка австралійська (Coturnix pectoralis)
- †Coturnix alabrevis
- †Coturnix centensis
- †Coturnix gomerae
- †Coturnix lignorum